# Pigiopsis aurantiaca
Pigiopsis aurantiaca là một loài bướm đêm trong họ Geometridae.